# 척수병증
척수병증(脊髓病症, 영어: myelopathy) 또는 척수증(脊髓症)은 척수와 관련된 신경학적 장애를 말한다. 척수 장애(脊髓障碍), 골수증(骨髓症), 골수 장애(骨髓障碍)라고도 한다. 손상으로 인해 급성 척수 손상(급성 척수 외상)으로 알려져 있다. 염증성의 경우 척수염이라 부른다. 본연적으로 혈관과 관련된 질병인 경우 혈관 척수증이라고 한다. 인간에게서 가장 흔한 형태의 척수병증은 경추 퇴행성 척수병증(CSM)으로, 척추의 관절염적 변화(척추증)에 의해 발생하며 척추관이 좁아져(척추관 협착증) 궁극적으로 척수의 협착으로 이어진다.

## 같이 보기
- 척수